# David Garrick (zanger)

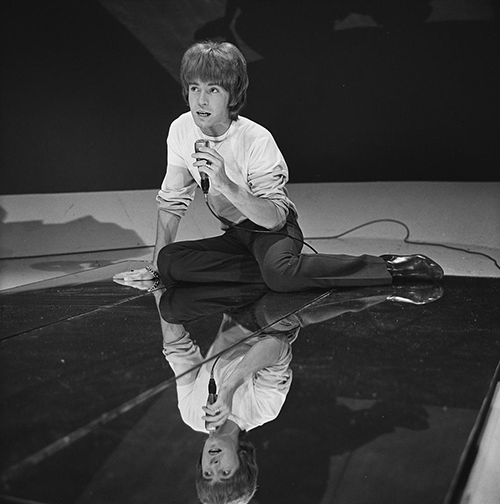
David Garrick in het tv-programma Fanclub (1967)

David Garrick, pseudoniem van Philip Darrell Core (Liverpool, 12 september 1945 - 23 augustus 2013) was een Britse zanger. Hij was vooral bekend van de hit Dear Mrs. Applebee uit 1966.

## Biografie
David Garrick werd in 1945 als Philip Core geboren in Liverpool. Als tiener raakte hij erg geïnteresseerd in opera. Hij werd ontdekt in het kerkkoor van Liverpool en kreeg vervolgens een beurs om tot operazanger te worden opgeleid in Milaan. Na twee jaar besloot Core niet verder te gaan als operazanger en keerde terug naar Liverpool. Daar hield hij zich veel op in de Cavern Club en kreeg interesse in de destijds populaire beatmuziek, hoewel zijn liefde bij de opera bleef. Een geïmproviseerd optreden in de Cavern Club, waarbij hij een stuk uit Pagliacci zong, leverde hem in Liverpool de bijnaam The opera singer op. Later werd hij benaderd door Robert Wace, die manager van The Kinks was. Hij vond dat Core het uiterlijk van een popzanger had en nodigde hem uit om in Londen een singletje te komen opnemen. Als artiestennaam werd David Garrick gekozen, naar de gelijknamige toneelspeler uit de 18e eeuw
In april 1965 kwam zijn eerste single Go uit. Het nummer bleef echter onbekend bij het grote publiek, alsook de opvolger One little smile. Garricks managers hadden een Beau Brummell-achtig dandy imago voor hem gecreëerd en vonden dat daar het nummer Lady Jane van The Rolling Stones bij paste. Garricks versie van dat nummer betekende zijn grote doorbraak. In de UK Singles Chart haalde het nummer de top 30, maar in Nederland was het veel succesvoller. In de Nederlandse Top 40 haalde hij er de vijfde plaats mee. Als opvolger werd een nummer gekozen, dat een klein hitje was in de Verenigde Staten: Dear Mrs. Applebee van Flip Cartridge. David Garrick scoorde met dit vrijwel onbekende nummer echter de grootste hit uit zijn carrière. Hoewel het het in zijn eigen land niet veel beter deed dan Lady Jane, werd het nummer in Nederland, Vlaanderen en West-Duitsland een enorme hit. In dat laatste land kwam het zelfs op de eerste plaats in de top 40. Bij de optredens die hij naar aanleiding van zijn succes gaf, werd hij onder andere bijgestaan door The Iveys, die een paar jaar later onder de naam Badfinger een bekende band zouden worden.
Het succes van Dear Mrs. Applebee kon Garrick nadien niet meer evenaren. Er volgde desondanks nog een hele serie singles en albums, maar die waren voornamelijk in Nederland succesvol en niet in zijn vaderland. Zijn bekendste nummer uit die periode waren A certain misunderstanding uit 1967 en Unchained melody uit 1968. Toen ook in Nederland zijn succes verminderde, nam hij in 1970 speciaal voor de Duitse markt het nummer Rüdesheim liegt nicht an die Themse op, maar zonder succes. Na nog een tijdje in het Engelse cabaretcircuit te hebben getoerd met een aanbod van verschillende stijlen muziek zette hij ten slotte een punt achter zijn muzikale carrière om naar respectievelijk Zuid-Afrika en Egypte te verhuizen.
Eind jaren 80 pikte Garrick de draad weer op als zanger in het oldiescircuit en in de jaren 90 verschenen enkele nieuwe albums met zowel oude als nieuwe nummers (voornamelijk covers). Daarnaast verscheen in 1999 het album Apassionata: een eerbetoon aan zijn idool Mario Lanza, waarop hij zijn talent als tenor tentoonspreidt. In 2003 probeerde hij met een remix van Dear Mrs. Applebee weer in de Duitse hitparade te komen, maar tevergeefs.

## Discografie

### Singles
| Single met eventuele hitnotering(en) in de Nederlandse Top 40 | Datum van verschijnen | Datum van binnenkomst | Hoogste positie | Aantal weken | Opmerkingen |
| ------------------------------------------------------------- | --------------------- | --------------------- | --------------- | ------------ | ----------- |
| Lady Jane                                                     |                       | 16 juli 1966          | 5               | 14           |             |
| Dear Mrs. Applebee                                            |                       | 22 oktober 1966       | 3               | 23           |             |
| I've found a love                                             |                       | 11 maart 1967         | 23              | 8            |             |
| A certain misunderstanding                                    |                       | 6 mei 1967            | 11              | 8            |             |
| Ave Maria                                                     |                       | 29 juli 1967          | 28              | 4            |             |
| Don't go out into the rain (You're gonna melt sugar)          |                       | 7 oktober 1967        | 22              | 5            |             |
| Unchained melody                                              |                       | 3 februari 1968       | 14              | 7            |             |
| Rainbow                                                       |                       | 18 mei 1968           | 31              | 4            |             |
| A little bit of this, a little bit of that                    |                       | 28 september 1968     | tip             |              |             |

| Single met hitnotering(en) in de Vlaamse Ultratop 50 | Datum van verschijnen | Datum van binnenkomst | Hoogste positie | Aantal weken | Opmerkingen       |
| ---------------------------------------------------- | --------------------- | --------------------- | --------------- | ------------ | ----------------- |
| Dear Mrs. Applebee                                   |                       | 26-11-1966            | 4               | 13           | in de Humo Top 20 |

### NPO Radio 2 Top 2000
| Nummer met noteringen in de NPO Radio 2 Top 2000 | '99  | '00  | '01  | '02  | '03  |
| ------------------------------------------------ | ---- | ---- | ---- | ---- | ---- |
| Dear Mrs. Applebee                               | 1700 | 1718 | 1810 | 1905 | 1835 |

1. ↑  Een vetgedrukt getal geeft de hoogste notering aan.
2. ↑  Deze tabel is bijgewerkt tot en met de laatste editie (2024).